# مدارگرد شناسایی ماه
مدارگرد شناسایی ماه (انگلیسی: Lunar Reconnaissance Orbiter)که به اختصار LRO نامیده می‌شود، فضاپیمای رباتیک ناسا است که در مدار قطب‌آهنگ در حال گردش در مدار ماه است. مأموریت این مدارگرد تسهیل مأموریت‌های انسانی و رباتیک آینده بر روی ماه توسط ناسا است. هدف نهایی آن تهیه نقشه تفصیلی به منظور تعیین موقعیت‌های فرود ایمن و منابع بالقوه در سطح ماه، تشریح محیط تابشی و نشان‌دادن تکنولوژی‌های جدید است. مدارگرد شناسایی ماه نقشه‌ای سه‌بعدی از ماه تهیه خواهد کرد و نخستین باز از تجهیزات به‌جامانده از فضاپیمای آپولو بر روی سطح ماه تصویربرداری کرده‌است. نخستین تصاویر این مدارگرد در سال ۲۰۰۹ منتشر شد که نشان‌دهنده منطقه‌ای در ارتفاعات سطح ماه در جنوب دریای ابرها بود.

## نگارخانه

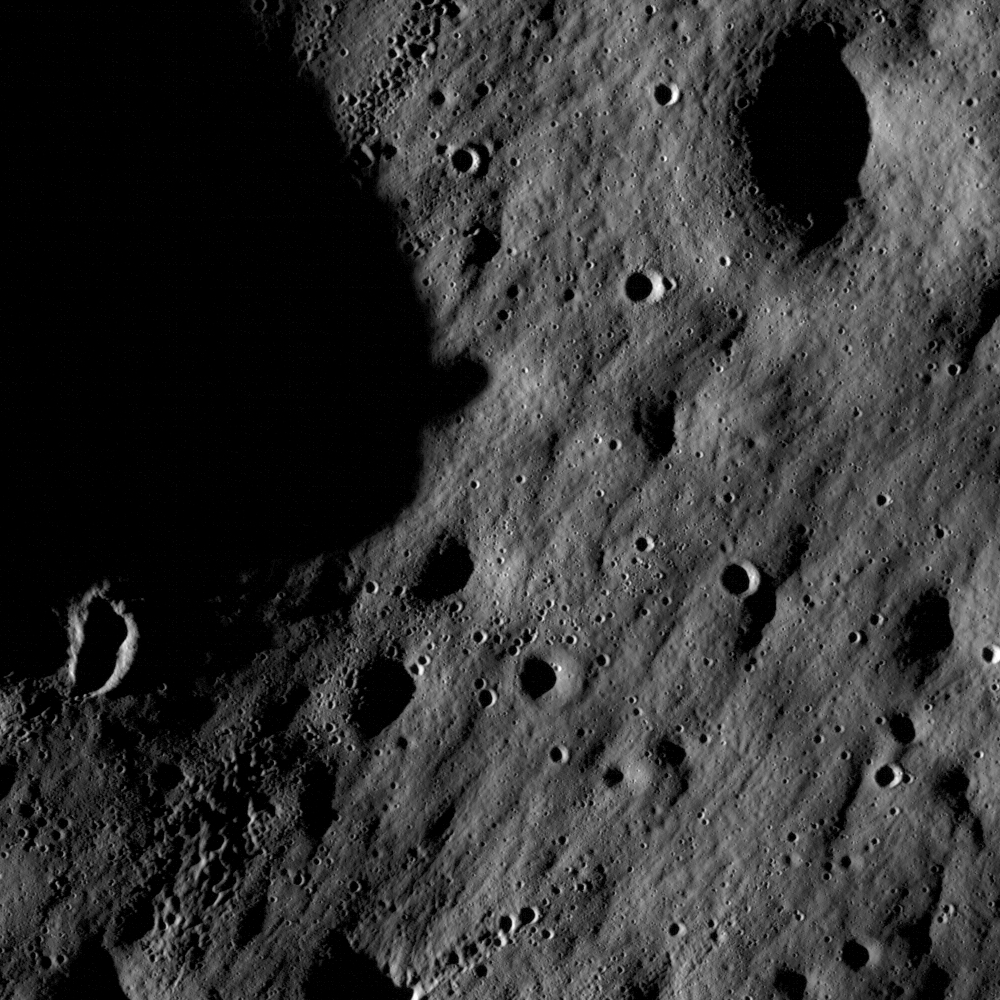
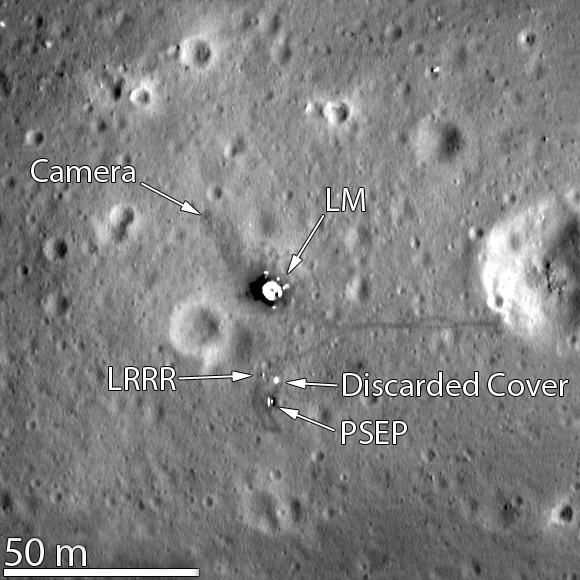
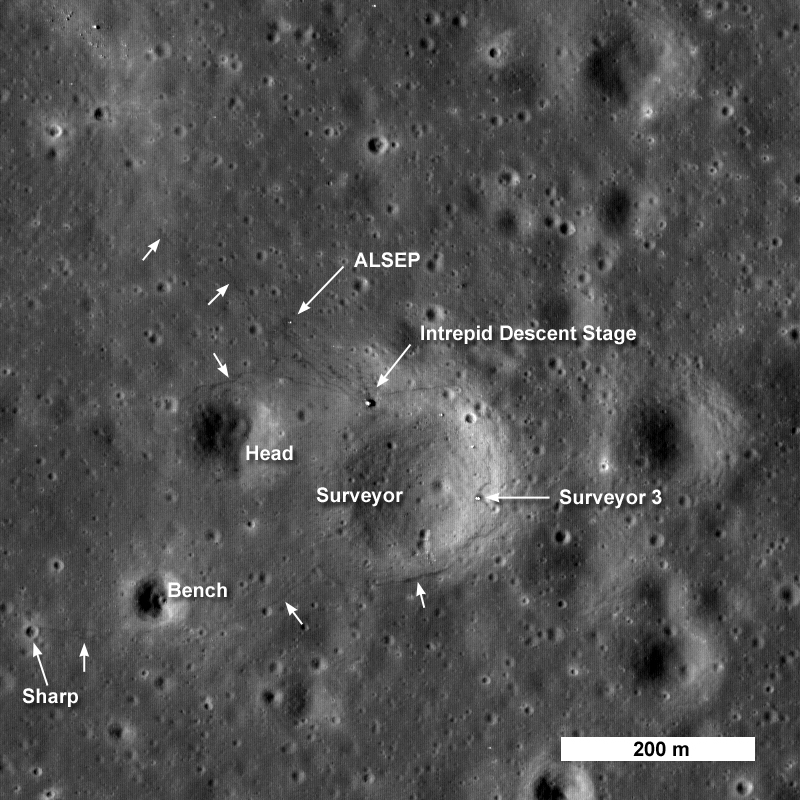
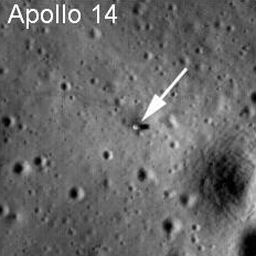
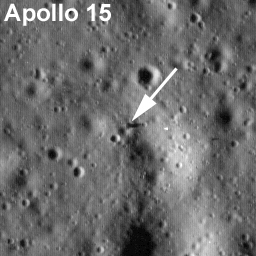
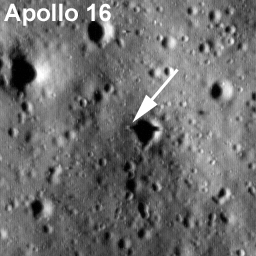
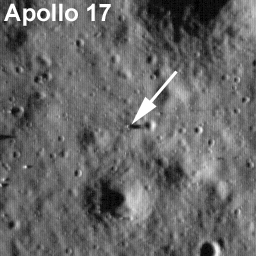
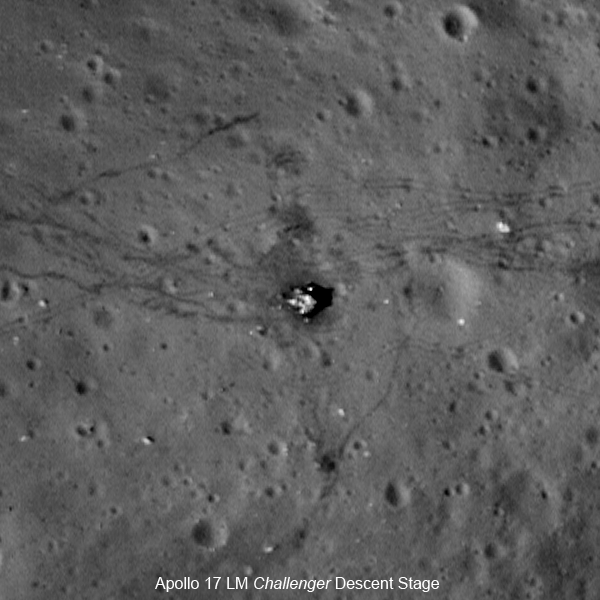
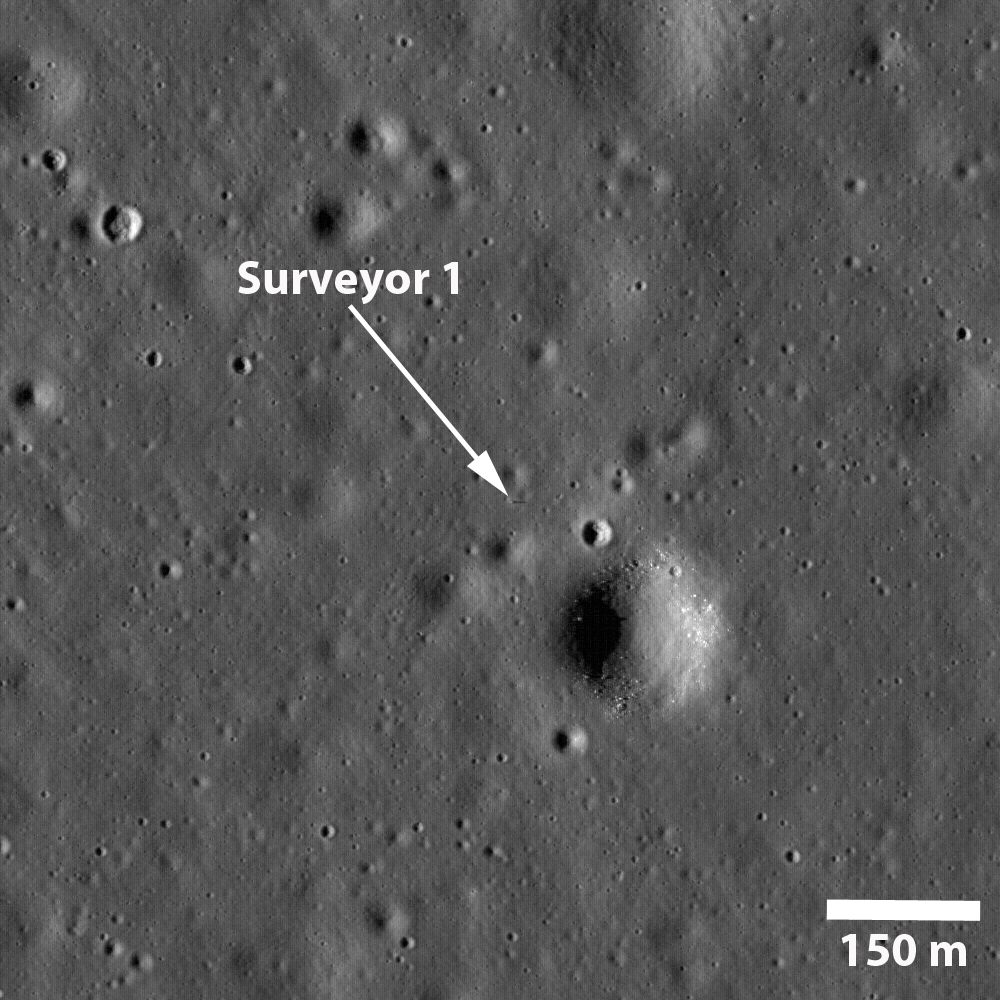
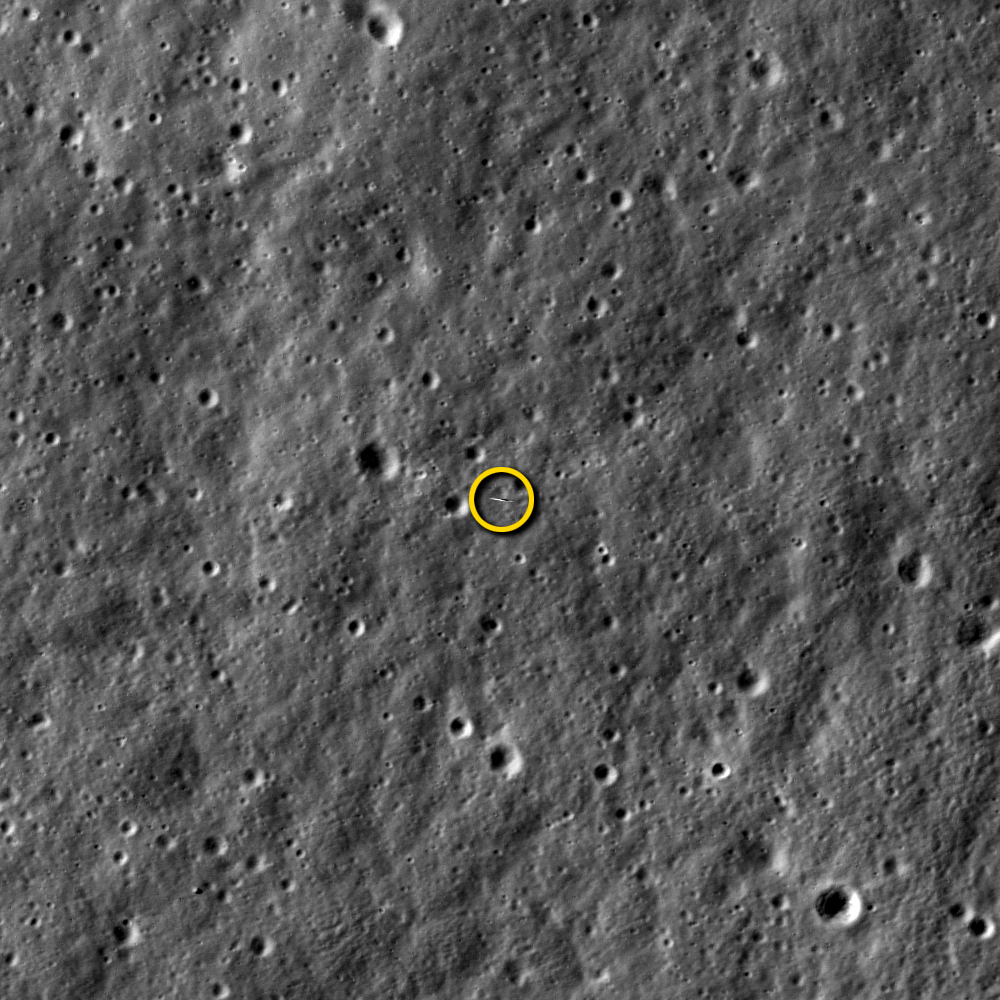
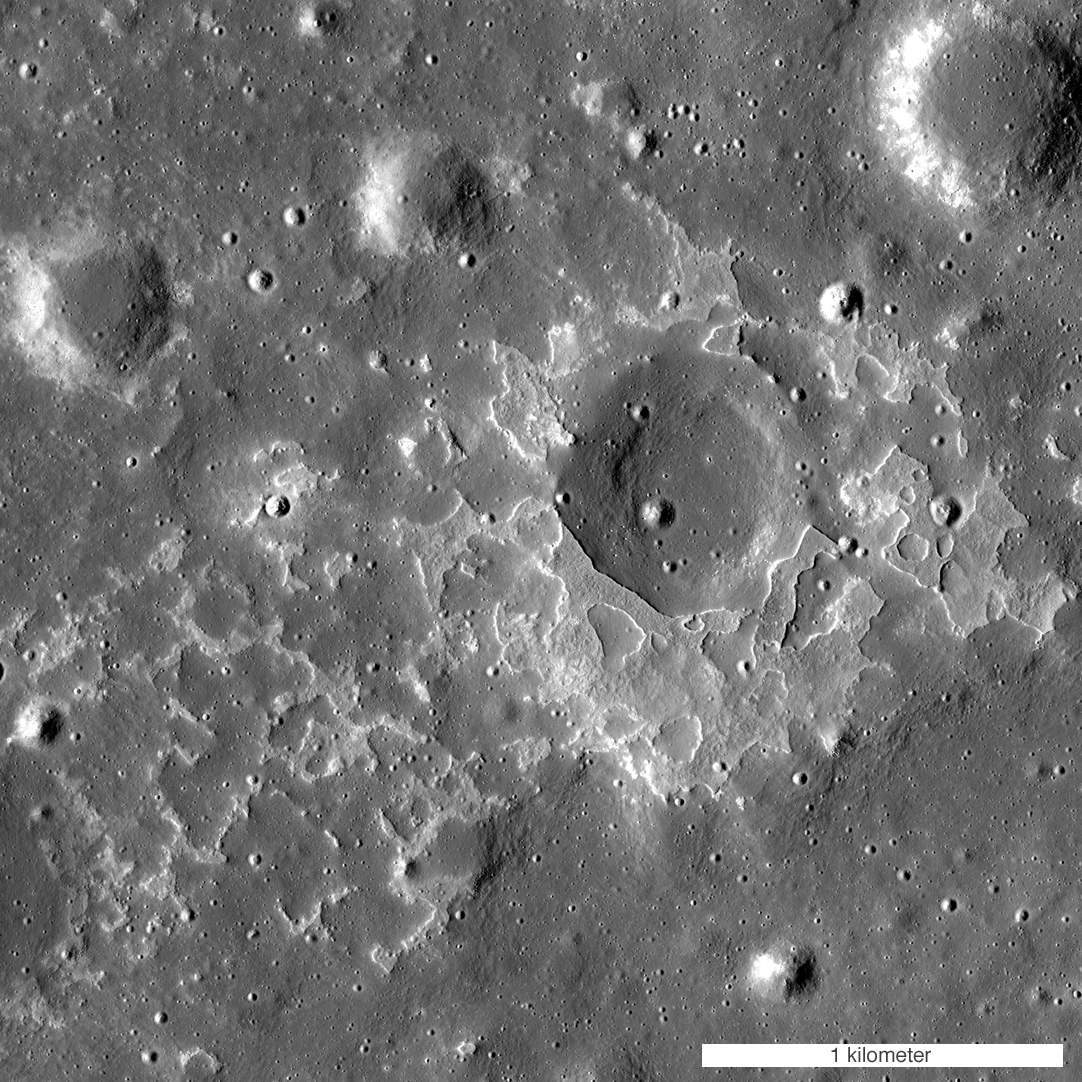